# Liste der Kulturdenkmale in Seeth-Ekholt
In der Liste der Kulturdenkmale in Seeth-Ekholt sind alle Kulturdenkmale der schleswig-holsteinischen Gemeinde Seeth-Ekholt (Kreis Pinneberg) aufgelistet. (Stand: 10. März 2025)

## Legende
In den Spalten befinden sich folgende Informationen:
- Objekt-ID: die Nummer des Kulturdenkmales
- Lage: die Adresse des Kulturdenkmales und die geographischen Koordinaten. Kartenansicht, um Koordinaten zu setzen. In der Kartenansicht sind Kulturdenkmale ohne Koordinaten mit einem roten Marker dargestellt und können in der Karte gesetzt werden. Kulturdenkmale ohne Bild sind mit einem blauen Marker gekennzeichnet, Kulturdenkmale mit Bild mit einem grünen Marker.
- Offizielle Bezeichnung: Bezeichnung des Kulturdenkmales
- Beschreibung: die Beschreibung des Kulturdenkmales
- Bild: ein Bild des Kulturdenkmales

## Bauliche Anlagen
| Objekt-ID | Lage                                       | Offizielle Bezeichnung       | Beschreibung | Bild |
| --------- | ------------------------------------------ | ---------------------------- | --- | ---- |
| 54124     | Dorfstraße 5 (53° 44′ 32″ N, 9° 43′ 21″ O) | Wohn- und Wirtschaftsgebäude | Wohn- und Wirtschaftsgebäude; 18. Jh., Stallanbau zweite Hälfte 19. Jh.; Zweiständerfachhallenhaus unter Reeteindeckung mit kaiserzeitlichem Stallanbau - Begründung: geschichtlich, städtebaulich, Kulturlandschaft prägend - Schutzumfang: Wohn- und Wirtschaftsgebäude, - Denkmaltyp: Bauliche Anlage | BW   |

## Quelle
- Liste der Kulturdenkmale in Schleswig-Holstein – Kreis Pinneberg (PDF)

- Karte mit allen Koordinaten:
- OSM |
- WikiMap